# نفثالينيد الصوديوم
نفثالينيد الصوديوم هو مركب صوديوم عضوي له الصيغة الكيميائية −[•Na+[C10H8؛ ويكون على شكل صلب أخضر غامق اللون.

## التحضير
يحضر نفثالينيد الصوديوم من تفاعل فلز الصوديوم مع النفثالين في وسط من مذيب إيثري مثل رباعي هيدرو الفوران أو ثنائي ميثوكسي الإيثان.

## الخواص
يكون مركب نفثالينيد الصوديوم على شكل صلب أخضر غامق اللون؛ وينشأ هذا اللون من الامتصاص عند 463.735 نانومتر.
ويكون الأيون السالب فيه (الأنيون) عبارة عن جذر حر، له إشارة في الرنين المغناطيسي الإلكتروني EPR. يتميز هذا الأنيون بأنه قاعدة قوية، ويتفاعل مع الماء ليعطي ثنائي هيدرو النفثالين:
2NaC10H8 + 2 H2O → C10H10 + C10H8 + 2 NaOH

## الاستخدامات

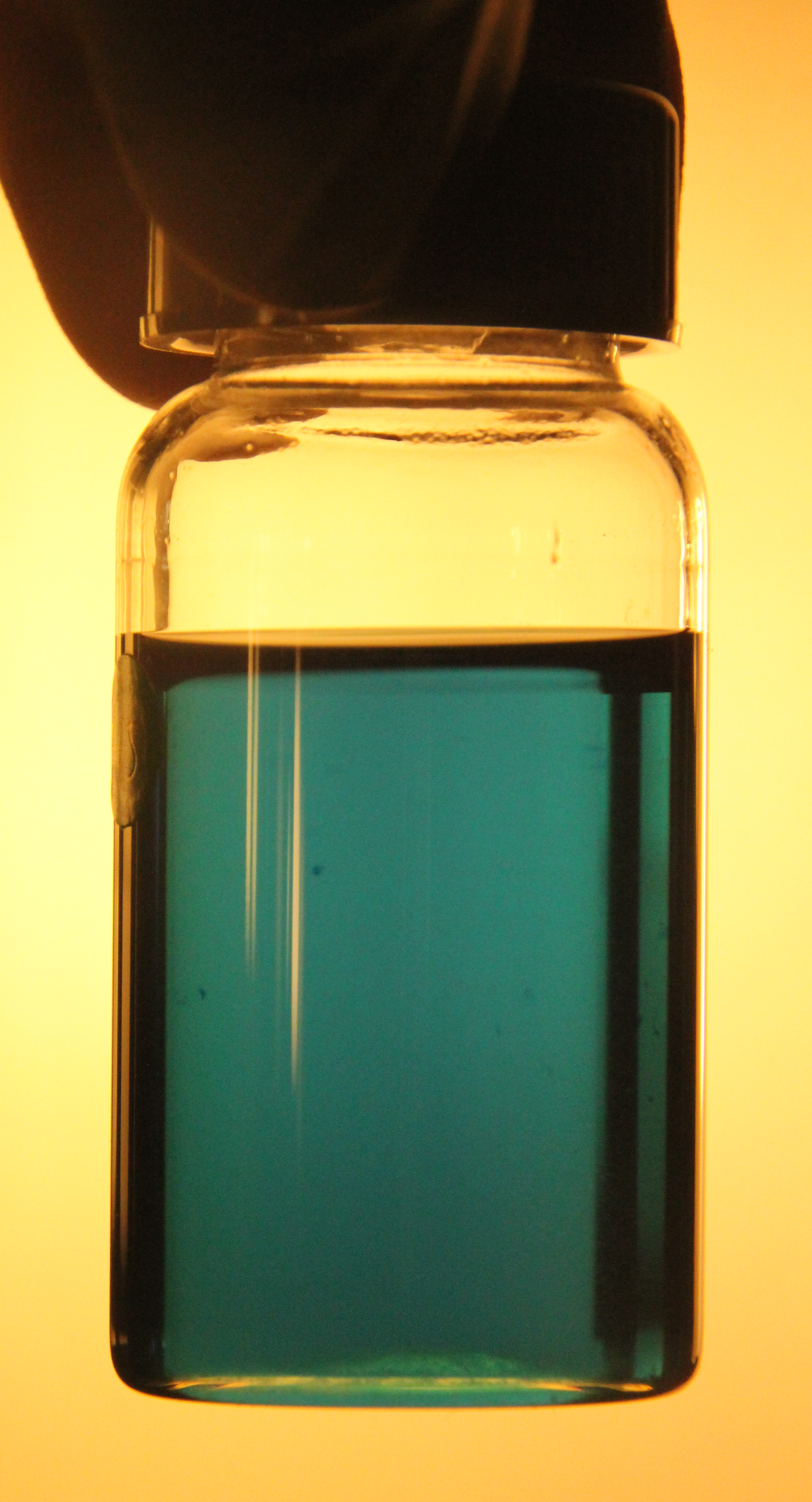
محلول من نفثالينيد الليثيوم، وهو مركب شبيه بمركب نفثالينيد الصوديوم، في وسط من رباعي هيدرو الفوران.

يستخدم مركب نفثالينيد الصوديوم، وأشباهه مثل نفثالينيد الليثيوم، كمختزل في الاصطناع العضوي، وعادة ما يتم تحضيره مباشرة قبل التطبيق.

## اقرأ أيضاً
- حلقي بنتاديينيد الصوديوم